# Pulpito del battistero di Pisa
Il pulpito del battistero di Pisa è un capolavoro dell'età gotica-pisana di Nicola Pisano, firmato e datato 1260, tra i capisaldi della scultura italiana.

## Storia
Verosimilmente iniziato verso il 1255 è un'opera di piena maturità dell'artista, con la quale viene introdotta una serie cospicua di novità di assoluto rilievo.

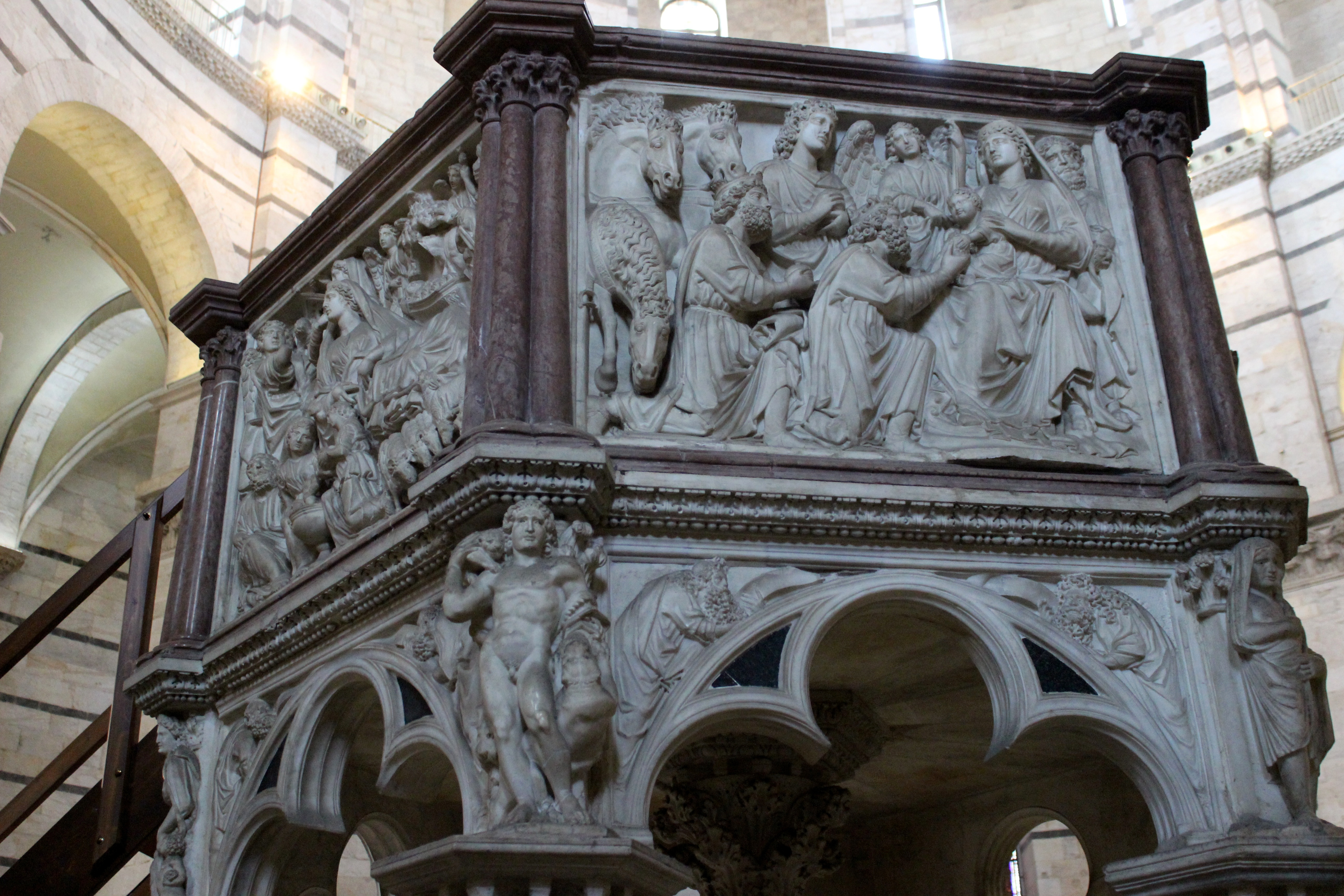
Natività e Adorazione dei Magi nei pannelli; Fortezza sul capitello

## Descrizione e stile
Innanzitutto la struttura a base esagonale non ha precedenti: si pensi al pulpito di Guglielmo già nel duomo di Pisa (oggi in quello di Cagliari) o a quelli diffusi nel XII secolo in Italia meridionale, tutti a base quadrata o rettangolare.
Sostenuto da sei colonne laterali (tre delle quali poggianti su leoni stilofori) ed una centrale con basamento scolpito con tre telamoni, ha il parapetto ornato da cinque pannelli ad altorilievo con scene della vita di Cristo:
- Annunciazione, Natività e Annuncio ai pastori
- Adorazione dei Magi
- Presentazione al tempio
- Crocifissione
- Giudizio Universale
- Sul sesto lato si trova l'apertura per accedere al vano rialzato.

Inoltre tra le colonne sono ricavati archetti trilobati con rilievi nei pennacchi (con Profeti e evangelisti) e sopra i capitelli si trovano altrettante statue con Quattro virtù cardinali, San Giovanni Battista e l'Arcangelo Michele

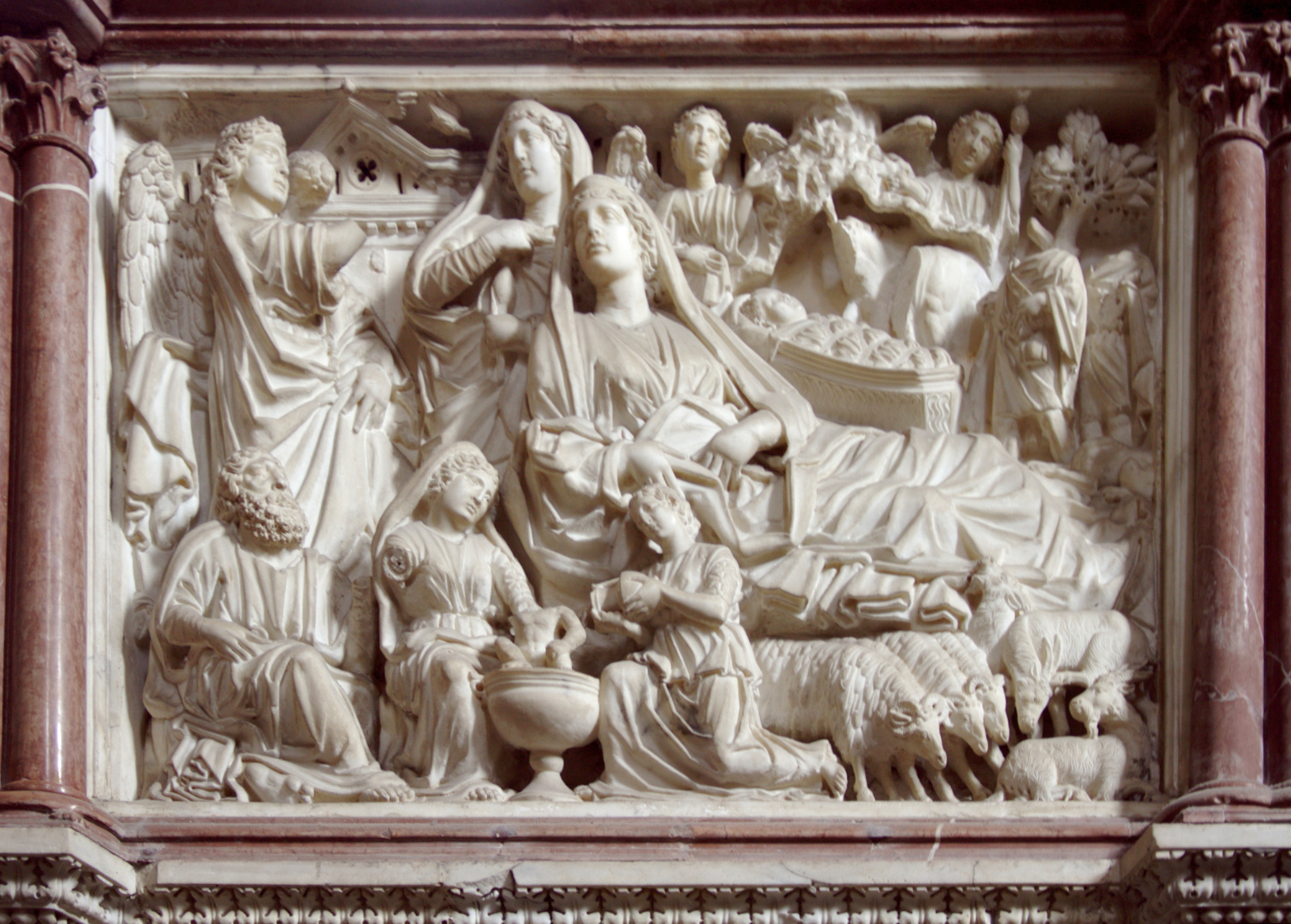
Annunciazione, Natività e Annuncio ai pastori
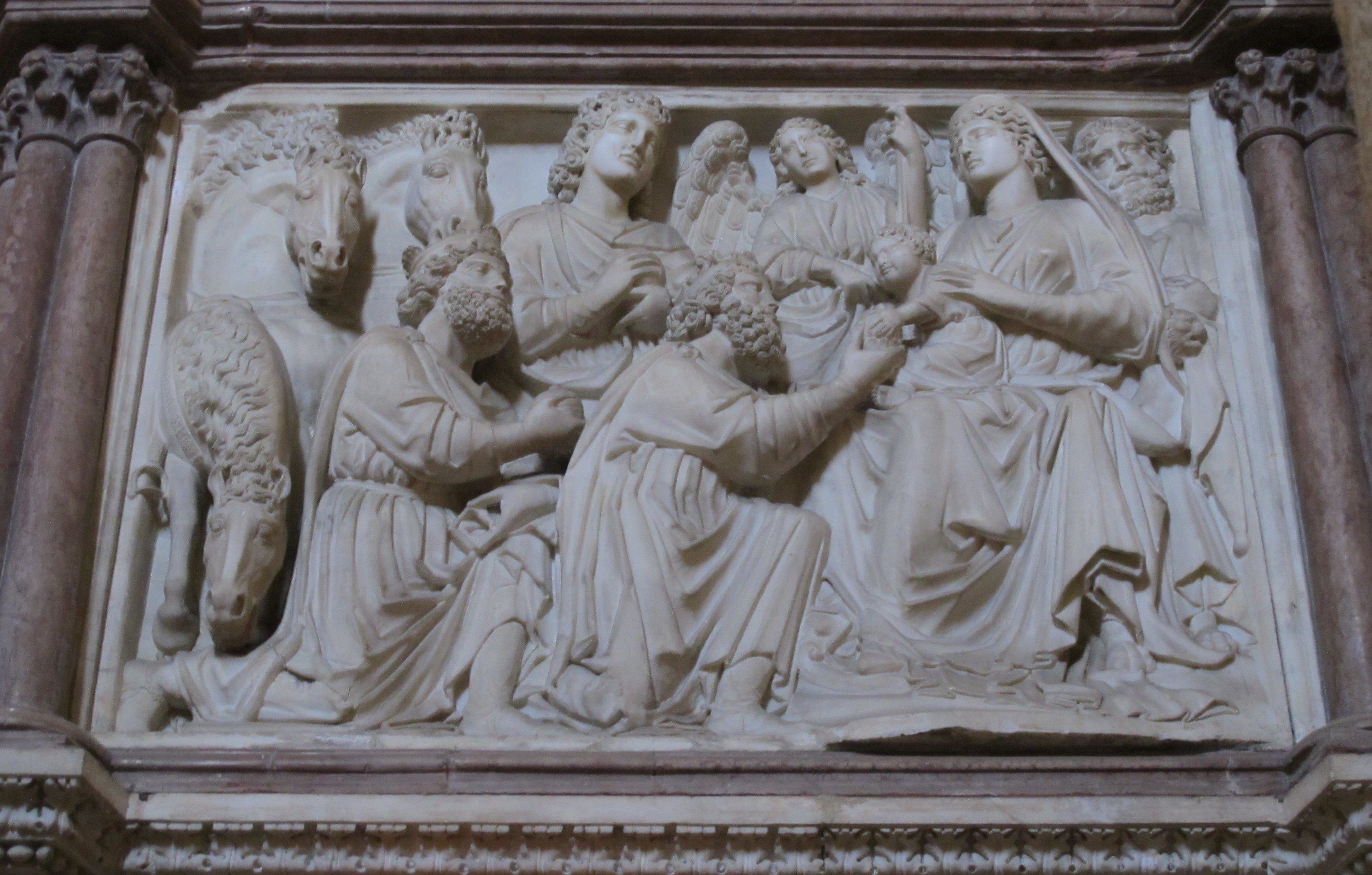
Adorazione dei Magi
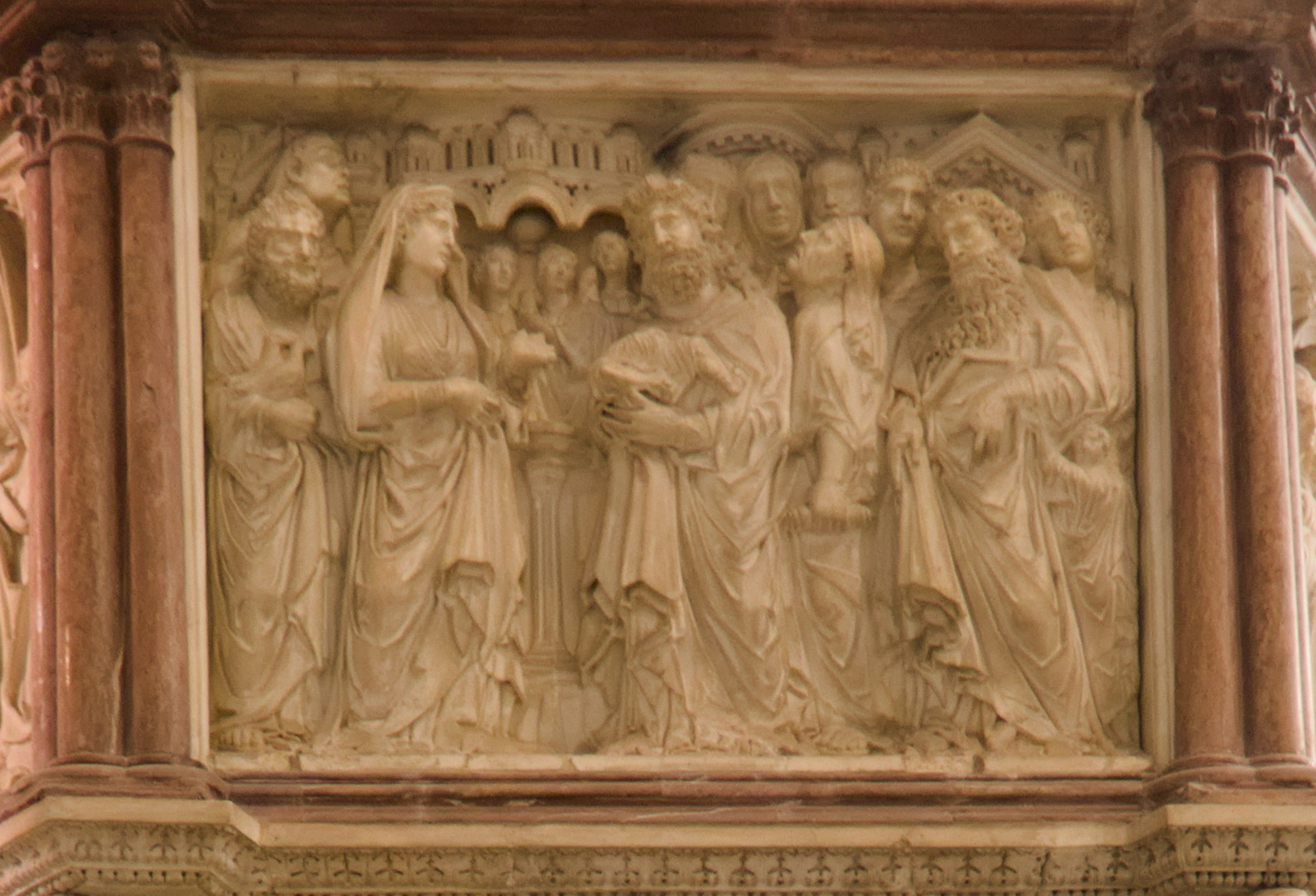
Presentazione al tempio
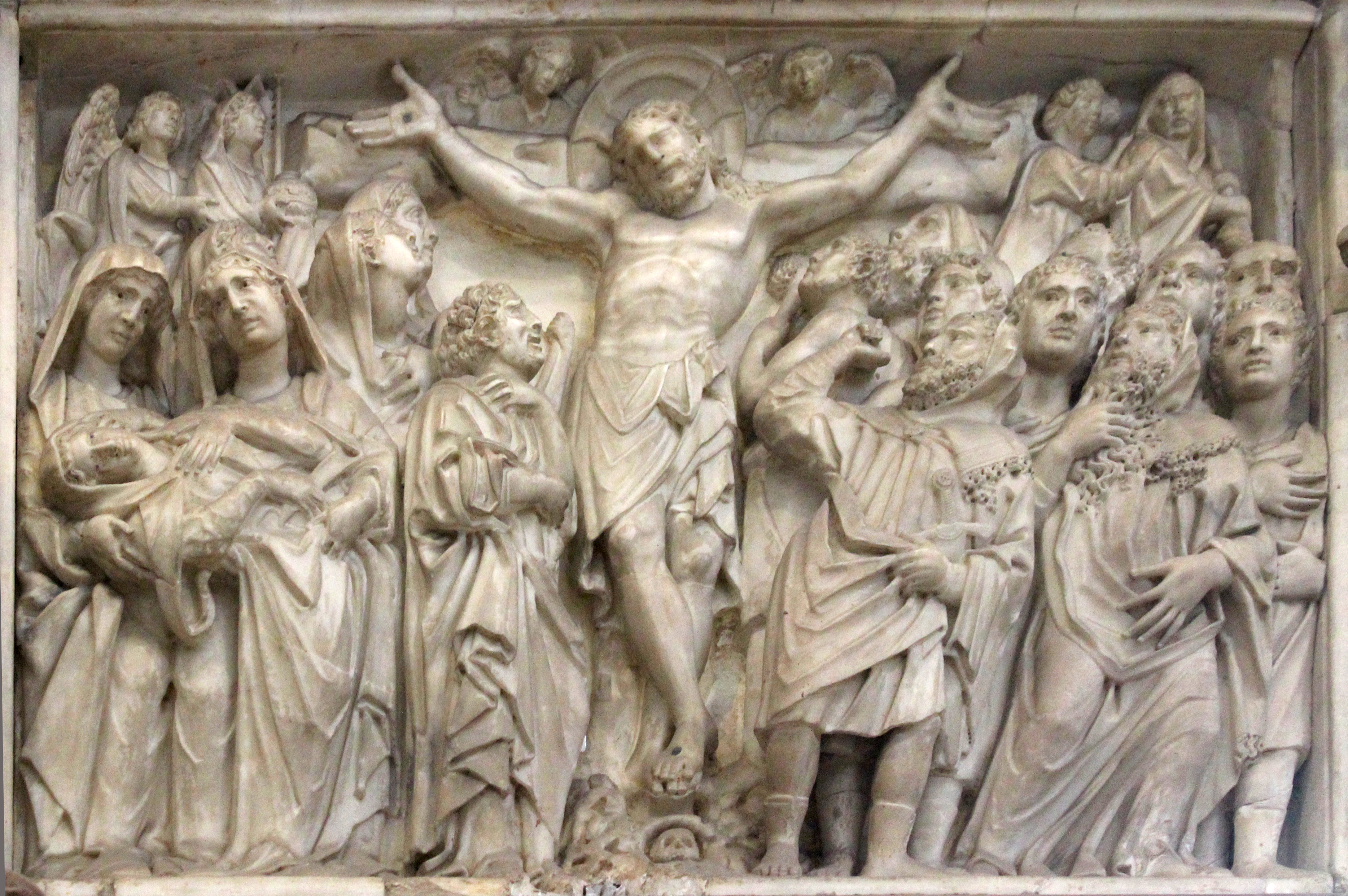
Crocifissione
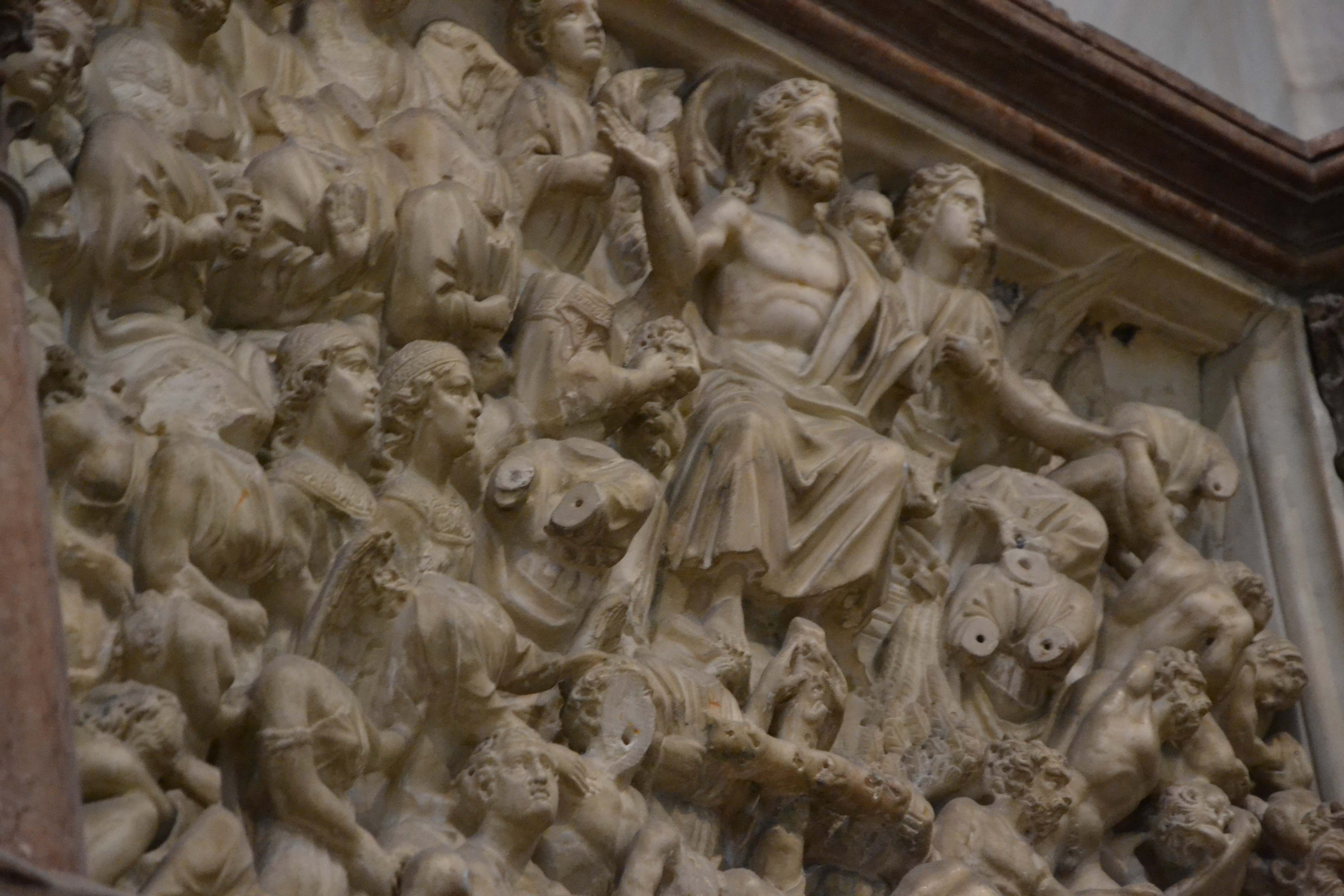
Il Giudizio universale
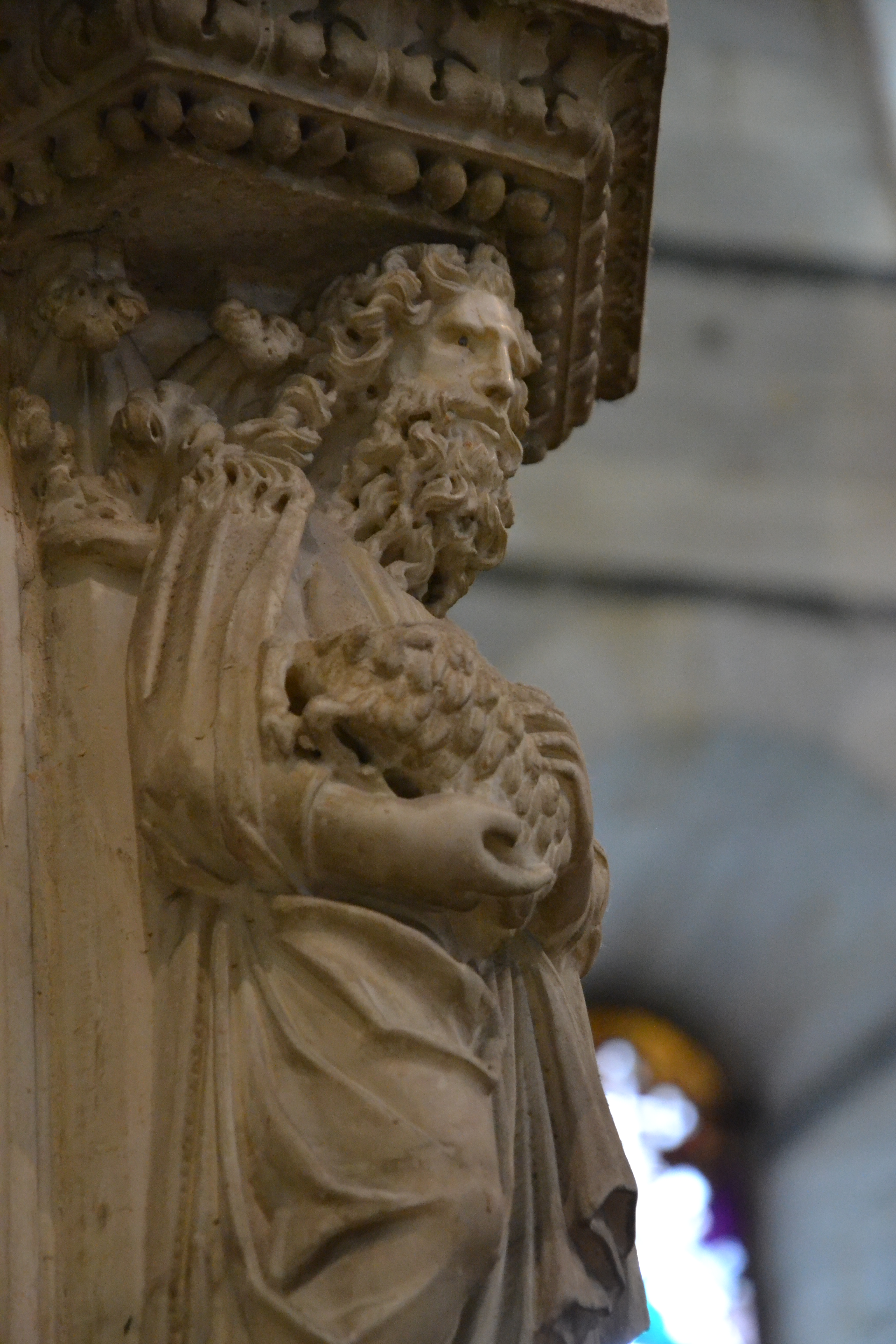
San Giovanni Battista

La costruzione fu probabilmente ispirata dall'arcivescovo Federico Visconti, che nei suoi Sermones descrive una domus Dei con corrispondenze alle fattezze del pulpito: una Domus Dei inferior corrispondente al livello dei leoni, una Domus Dei exterior al livello delle sette colonne (che simboleggerebbero i sette sacramenti), gli evangelisti e i profeti Domus Dei Interior, ed una Domus Dei superior con la visione divina delle scene cristologiche. Anche la scelta degli episodi dei pannelli, i momenti più commoventi dell'infanzia e della passione, secondo la predilezione devozionale dei francescani, viene messa in relazione con un fatto avvenuto nel 1257, la predicazione a Pisa del teologo francescano Bonaventura da Bagnoregio.
Ma l'erudizione del programma iconografico non limitò l'arte di Nicola, che anzi diede un possente realismo ai rilievi, con grandi vertici nelle figure quasi a tutto tondo sopra i capitelli.  La Carità per esempio presenta un panneggio morbido e realistico e intreccia con un puttino un tenero contatto delle mani; la Fortezza poi è uno dei primi nudi ripresi da modelli dall'antichità classica, con un'evidentissima citazione dell'iconografia di Ercole, con tanto di pelle leonina. La posa leggermente inarcata e dalle linee sciolte venne ripresa più di due secoli e mezzo dopo da Michelangelo Buonarroti per il celeberrimo David. 
Evidentissimi sono altri debiti con le sculture romane, tanto da avere vere e proprie citazioni, come nella Madonna seduta nell'Adorazione dei Magi, ripresa da un sarcofago pisano di Fedra, o il vecchio con un braccio sorretto da un putto nella Presentazione al tempio, riadattato dal rilievo di un cratere con scene dionisiache sempre a Pisa.
I personaggi sono rappresentati su più piani, secondo una disposizione spaziale realistica, con un'acuta descrizione delle fisionomie ed un vivace e dinamico senso della narrazione. Gli altorilievi dei pannelli non sfigurano quindi accanto agli originali romani del II-III secolo, ma vi si possono rintracciare anche le inquietudini tipicamente gotiche, nella spigolosità del ricadere dei panneggi o nelle barbe e nelle criniere cavalline ricavate col trapano. 
Il culmine drammatico del ciclo si raggiunge nella Crocefissione, di grande rigore compositivo, dove quasi tutti i personaggi convergono lo sguardo al Cristo morto. Nicola relegò al secondo piano l'iconografia tradizionale (la personificazione dell'Ecclesia accolta da un angelo, contrapposta a quella della sinagoga scacciata), dedicandosi nel primo piano ad un complesso schema di emozioni suscitate dalla morte del Cristo: dal notevole pathos dato dalle realistiche espressioni di dolore (per esempio di San Giovanni, che fa il "gesto del dolore", portando la mano al petto), all'inedita rappresentazione della Madonna svenuta (derivata da fonti letterarie francescane) o alla verace espressione dubbiosa del fariseo sulla destra che si tocca pensoso la barba, vicino a un compagno che alza il pugno minaccioso. Tra gli ebrei, secondo il Vangelo di Luca (che fu la fonte di Nicola), c'è chi solo tornando a casa si rese conto che "veramente quest'uomo era giusto" (Lc 23, 37), come dimostra l'ultima figura, che si sbilancia verso l'esterno (sta andando via), ma si volta e si batte il petto per esprimere il rimorso. 
Rispetto alla Deposizione nella lunetta del portale sinistro del duomo di Lucca, qui il Cristo è meno dolorosamente inerme, anzi il magnifico modellato del corpo ne trasfigura la regale bellezza duplicemente umana e divina.